# سد إدريس الأول
سد إدريس الأول والمعروف أيضا بالسد الأول الإدريسي، هو سد على نهر عناوين، أحد روافد نهر سبو. ويقع السد في جهة فاس مكناس على بعد 27 كيلومتر (17 ميل) شمال شرق مدينة فاس، في إقليم تاونات، المغرب.
 ويضم حقينة مائية ب 1.186.000 متر مكعب.

## الوصف
يبلغ طولة 72 متر (236 قدم) 

يبلغ عرضه 447 متر (1467 قدم) 

ويبلغ حجمة 450000 متر مكعب 

تمت التسمية على اسم إدريس بن عبد الله.

ويوفر السد المياه اللازمة لري 72300 هكتار (179000 فدان).ويتعرض السد لانتقادات كثيرة لأنة فشل في توفير المياه اللازمة لري المساحة المطلوبة منه. 

## المحطةالكهرومائية
تم إنشاء محطة كهرومائية في عام 1978. 

التوربينات: 2*20 ميجاواط (27000 حصان) من نوع عنفة كابلان.

السعة: 40 ميجاواط (54000 حصان) 

ويستطيع توليد 66 جيجاواط/ساعة سنويا.

## مشاكل بيئية
ويتعرض نهر سبو لعدد كبير من ملوثات المياه. مثل المبيدات الحشرية، الأسمدة من مياه الصرف الزراعي، مياه الصرف الصحي غير المعالجة. 

تعتبر الأجزاء العليا، من مستجمعات المياه داخل سلسلة جبال الأطلس المتوسط. ملجأ للأنواع المهددة بالانقراض، مثل الرئيسيات، مكاك بربري، ومعالم كثير لعصر ما قبل التاريخ الخاص بشمال أفريقيا.